# Мерчисонський метеорит
Мерчисонський метеорит — один з найкраще досліджених метеоритів завдяки своїй великій масі (>100 кг), та тому факту, що його падіння спостерігали очевидці. Належить до групи метеоритів, багатих на органічні сполуки. Отримав свою назву від австралійського села Мерчисон, штат Вікторія.
У січні 2020 року в журналі «Proceedings of the National Academy of Sciences» було опубліковано, що астрономи виявили в метеориті досонячне зерно карбіду кремнію віком у 7 млрд років, яке на 2,5 млрд років старше за Землю і Сонячну систему, утворених 4,54 млрд років тому.

## Історія
28 вересня 1969 року близько 10:58 за місцевим часом, поблизу селища Мерчисон, Вікторія, в Австралії, очевидці мали змогу спостерігати падіння яскравої вогняної кулі, яка, за їхніми свідченнями, перед тим як приземлитись і зникнути з поля зору, розділилася на три фрагменти, залишивши по собі хмару диму. Приблизно за 30 секунд було чутно сильний гуркіт. Багато уламків було виявлено на площі понад 13 км², індивідуальна маса кожного з яких складала до 7 кг. Один із них, масою 680 г, проломив дах (ймовірно, стодоли) та приземлився в сіні. Загальна вага зібраних уламків перевищує 100 кг.

## Класифікація та склад
Метеорит належить до групи CM класу вуглецеві хондрити (див. класифікацію метеоритів). Так само як і більшість метеоритів-хондритів групи CM, Murchison класифіковано до петрологічного типу 2, а це означає, що він піддавався сильному вивітрюванню під дією водовмісних потоків на його батьківському тілі, перед тим як потрапити на Землю. Хондрити групи CM, так само як і ті, що належать до групи CI, — багаті на вуглець, і належать до найбільш примітивних метеоритів з огляду на хімічний склад. Так само як і інші хондрити групи CM, Murchison містить безліч кальцієво-алюмінієвих включень. У складі метеориту було ідентифіковано понад 15 амінокислот (належать до базових компонентів, що необхідні для виникнення й існування життя). Усі амінокислоти, виявлені в метеориті Murchison, пізніше були синтезовані в результаті лабораторних експериментів шляхом застосування електричного розряду до суміші метану, азоту та води із домішками аміаку.

## Органічна речовина

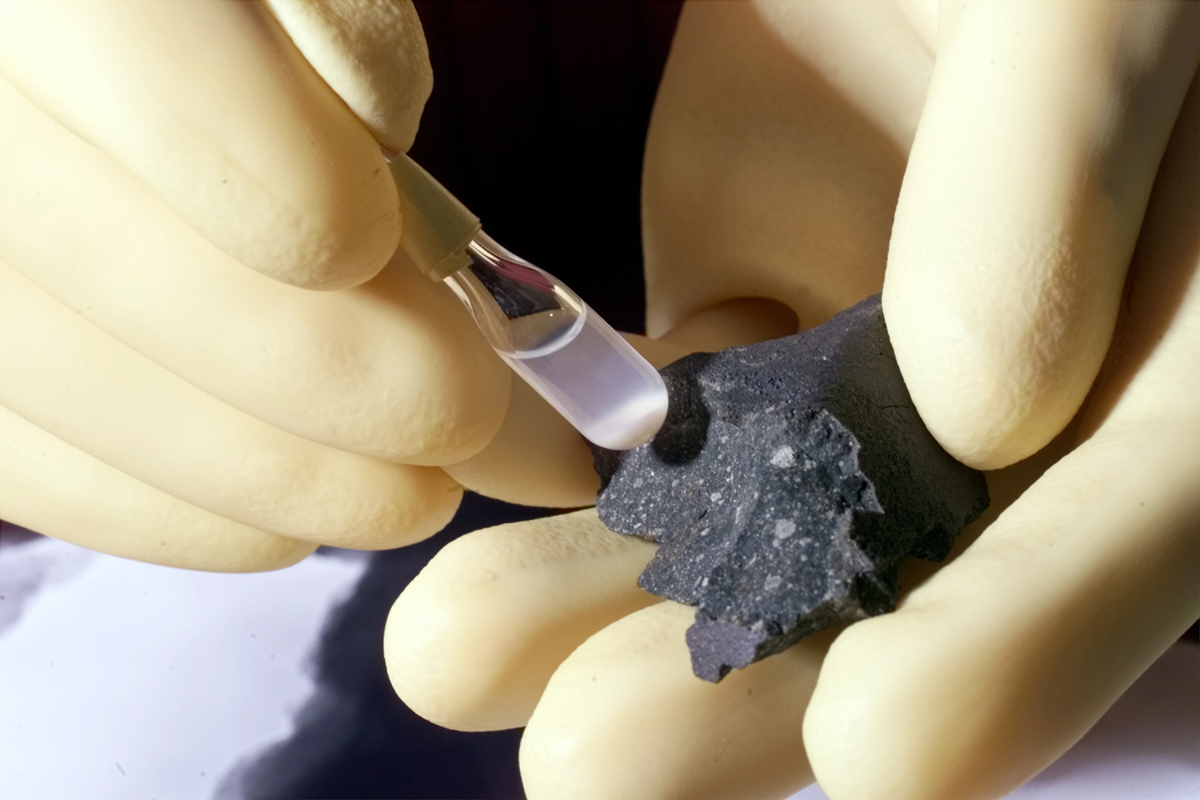
Фрагмент метеорита Murchison (справа) та його ізольовані індивідуальні частинки (показані в пробірці).

Murchison містить поширені амінокислоти, такі як гліцин, аланін та глутамінова кислота, а також рідкісні, такі як ізовалін та псевдолейцин. Була виокремлена також складна суміш алканів, подібна до тої, яку виявили під час експерименту Міллера-Юрі. Серин та треонін, які в таких випадках зазвичай вважаються забрудниками земного походження, були відсутні у зразках метеорита, що викликало певні підозри. У метеориті Murchison також було ідентифіковане специфічне сімейство амінокислот, а саме — діамінові кислоти.
У початковій публікації результатів досліджень було вказано, що амінокислоти у складі метеорита є рацемічними, а отже були сформовані в абіотичний спосіб, оскільки всі амінокислоти земних протеїнів мають L-конфігурацію. Пізніше було знайдено амінокислоту аланін, яка є також протеїновою амінокислотою, і, як виявилося, має надлишок L-ізомерів, що й стало причиною того, що деякі науковці почали підозрювати земне забруднення, зважаючи на аргумент, що було б «незвично, якби абіотична стереоселективна реакція розпаду або синтезу амінокислот відбулася з протеїновими, але не відбувалася б із непротеїновими амінокислотами». У 1997 році надмір L-ізомерів виявили також у непротеїновій амінокислоті, а саме — в ізовалініі, що дало змогу припускати позаземне походження молекулярної асиметрії в Сонячній системі. Водночас надлишок L-ізомерів аланіну був знову виявлений у складі іншого уламка метеорита Murchison, але цього разу вже з більшою кількістю ізотопу 15N, а земне походження цього ізотопного спарювання пізніше спростували на аналітичній основі. До 2001 року список органічних речовин, знайдених у складі метеориту, розширився ще на один різновид, а саме — полігідроксильні спирти.
| Клас сполук               | Концентрація (ppm) |
| ------------------------- | ------------------ |
| Амінокислоти              | 17-60              |
| Аліфатичні вуглеводні     | >35                |
| Ароматичні вуглеводні     | 3319               |
| Фулерени                  | >100               |
| Карбоксильні кислоти      | >300               |
| Гідрокарбоксильні кислоти | 15                 |
| Пурини та піримідини      | 1.3                |
| Спирти                    | 11                 |
| Сульфокислоти             | 68                 |
| Фосфонові кислоти         | 2                  |

Хоча сам метеорит містив суміш лівих та правих ізомерів амінокислот, більшість амінокислот на Землі є лівими за хіральністю, а більшість цукрів — правими. Команда шведських науковців у 2005 році продемонструвала, що ця земна гомохіральність могла бути спричинена, або каталізована, як наслідок дії L-енантіомерної амінокислоти, як-от пролін.
Існує декілька рядів ознак, які свідчать про те, що внутрішні ділянки добре збережених фрагментів метеорита Murchison є чистими, тобто не зазнали впливу земного середовища. Під час дослідження одного зі зразків метеорита, яке провели 2010 року використовуючи високоточні аналітичні засоби, такі як спектроскопія, було ідентифіковано 14 000 молекулярних сполук, в тому числі — 70 амінокислот у складі цього зразка. Обмежені можливості аналізу з використанням мас-спектрометрії дають змогу визначити потенційну кількість унікальних молекулярних композицій — до 50 000 або більше, тоді як за приблизними оцінками команди науковців, які проводили ці дослідження, у складі метеорита можуть міститись мільйони різних органічних сполук.

### Азотисті основи нуклеотидів
Досліджені пуринові та піримідинові сполуки є вродженими компонентами метеорита Murchison. Співвідношення ізотопів вуглецю δ13C для урацилу та ксантинуу становлять +44,5 ‰ та +37,7 ‰ відповідно, та свідчать про позаземне походження цих сполук. Ці результати демонструють, що багато з тих органічних сполук, які є складовими життя на Землі, були наявні в Сонячній системі вже на ранніх етапах її існування, і могли відіграти ключову роль у виникненні життя.

## Досонячні зерна
У складі метеорита виявлено дрібні частинки мінералів (розміром близько мікрометра), що мають аномальний ізотопний склад. Вважається, що ці частинки являють собою так звані досонячні зерна, тобто, вони утворилися ще до формування Сонячної системи в оболонках зір на завершальних етапах їх еволюції, були викинуті в міжзоряне середовище, звідки потрапили до протосонячної туманності і в незмінному вигляді включені до складу метеорита. Найкраще вивчено зерна карбіду силіцію (SiC), що зумовлено їх відносно великим розміром, хоча вони становлять незначну частку речовини метеориту (близько 0,01 ‰).